# A pünkösdi királyság
A pünkösdi királyság (olaszul Un giorno di regno, ossia il finto Stanislao) Giuseppe Verdi egyik kétfelvonásos vígoperája. Szövegkönyvét Felice Romani írta Alexandre Vincent Pineu-Duval Le faux Stanislas című darabja alapján. Első bemutatója 1840. szeptember 5-én volt a milánói La Scala operaházban.

## Szereplők
| Szereplő                                                                | Hangfekvés   |
| ----------------------------------------------------------------------- | ------------ |
| Belfiore lovag, magát Stanislao, lengyel királynak kiadó francia katona | bariton      |
| Kelbar báró, a bitorló                                                  | basszus      |
| Del Poggio márkinő, fiatal özvegy, a báró unokahúga, Belfiore szerelme  | szoprán      |
| Giulietta di Kelbar, a báró leánya                                      | mezzoszoprán |
| Edoardo di Sanval, fiatal hivatalnok, La Rocca unokaöccse               | tenor        |
| La Rocca, Bretagne kincstárnoka                                         | basszus      |
| Ivrea gróf, Brest parancsnoka                                           | tenor        |
| Delmonte, Stanislao fegyvernöke                                         | basszus      |
| Szolgálók, szobalányok                                                  |              |

## Cselekmény
Helyszín: Bretagne, Franciaország
Idő: 18. század eleje
Az opera a száműzött Stanislaus Leszczynski lengyel királyról szól, aki miután elveszítette trónját Franciaországba menekült. Utódja, Frigyes Ágost szász herceg halála után, visszatér ugyan a lengyel trónra, de három év múlva ismét vereséget szenved a szász csapatoktól és így kénytelen végérvényesen Franciaországban megtelepednie. Míg a kocsisnak álcázott Stanislaus titokban Lengyelország felé tart, helyét egy francia lovag, Belfiore veszi át.

### Első felvonás
A magát Stanislaus királynak kiadó Belfiore, Kelbar báró otthonában tartózkodik, aki két esküvő szervezését felügyeli: a báró lányának egybekelését La Roccával és Del Poggio márkinő és Ivrea hercegének menyegzőjét. Belfiore titokban szerelmes a márkinőbe. Mivel tart attól, hogy az esküvőn a márkinő esetleg rájön és szóváteszi a turpisságot, azonnal ír a királynak és felmentését kéri, aki azonban elutasítja azt. Időközben meghallgatja a fiatal Edoardo panaszait, aki reménytelenül szerelmes Giuliettába és kéri a királyt vigye magával Lengyelországba ahol elfeledheti az ifjú lányt, akit apja La Rocca feleségének szánt. Inkognitóban megérkezik a márkinő és felismeri Belfiorét. A márkinő megcsalva érzi magát és megpróbál mindent elkövetni, hogy Belfiore szerelméről megbizonyosodjon. Az ál-Stanislaus sikeresen összehozza Edoardót és Giuliettát, sőt sikerül La Roccát is eltántorítani házassági szándékától. A márkinő felbuzdulva Giulietta és Edoardo sikerén készen áll megakadályozni saját házasságát Ivrea herceggel. Amikor La Rocca bejelenteni Giulietta apjának, hogy eláll a házasságtól, a báró párbajra hívja ki. Még a márkinő közbenjárása sem tántorítja el, csak ál-Stanislaus, aki megígéri, hogy megoldást talál majd a kialakult helyzetre.

### Második felvonás
Giulietta bevallja az ál-Stanislausnak, hogy Edoardo pénztelensége a legfontosabb ok, amiért nem kelhetnek egybe. Belfiore azt ajánlja La Roccának, Bretagne kincstárnokának, hogy éves apanázsal és egy kastéllyal segítse a fiatalokat, de a kincstárnok elutasítja a felkérést. Belfiore találkozik a márkinővel. Mivel a lovag továbbra sem tárja fel kilétét előtte, úgy tesz, mintha tényleg szerelmes lenne Ivrea hercegbe. Megígéri Ivreának, amennyiben régi szerelme Belfiore nem tér vissza egy órán belül hozzá, rááll a házasságra. Az ál-Stanislaus, akit meglep a márkinő viselkedése, bejelenti, hogy államügyekben azonnal távoznia kell és kénytelen magával vinni a herceget is. A ház népe felhördül, hiszen így a második esküvő is elmarad. Távozásuk pillanatában egy levél érkezik az igazi Stanislaus királytól, melyben felmenti Belfiorét, hiszen sikeresen visszaszerezte a lengyel koronát. A levél nyilvánossá tétele előtt Belfiore bejelenti Giulietta és Edoardo házasságát, majd felfedi kilétét és örök szerelmet vall Del Poggio márkinőnek.

## Híres áriák, zeneművek
- Compagnoni di Parigi…Verrà purtroppo il giorno - Belfiore (első felvonás)
- Grave a core innamorato…Se dee cader la vedova - Del Poggio márkinő (első felvonás)
- Non san quant'io nel petto…Non vo' quel vecchio - Giulietta di Kelbar (első felvonás)
- Pietoso al lungo pianto…Deh lasciate a un alma amante - Edoardo (második felvonás)
- Si mostri a chi l'adora…Si, scordar saprò l'infido - Del Poggio márkinő (második felvonás)